# Marismas de Sancti Petri
Las marismas de Sancti Petri son una zona de marismas situada cerca del poblado y la playa del mismo nombre en el municipio de Chiclana de la Frontera (provincia de Cádiz, España).
Pertenecen al conjunto del parque natural de la Bahía de Cádiz. Se sabe de que las marismas de esa zona comprendida por lo que actualmente es el parque natural ayudó a frenar a los franceses puesto que estos no estaban acostumbrados a moverse por ellas.